# Place Voltaire (Lyon)
Pour les articles homonymes, voir Place Voltaire.
La place Voltaire est une place située dans le 3e arrondissement de Lyon, en France.

## Morphologie
De forme approximativement triangulaire, elle suit le tracé de la rue Paul-Bert qui la limite au sud. Elle s'étend d'ouest en est de la rue Edison à la rue Duguesclin. Elle est coupée en deux dans le sens nord-sud par la rue Voltaire.

## Origine du nom
La place est dédiée à François-Marie Arouet dit Voltaire (1694 - 1778), écrivain et philosophe français. Ce nom lui est attribué le 19 novembre 1878 (délibération municipale). Auparavant, elle a été dénommée place Reichstadt.

## Histoire
La place date du milieu du XIXe siècle, époque de l'expansion du bourg de la Guillotière et de la percée de la rue de Créqui. En 2007, le sol de la place, constitué jusqu'alors de terre battue, est rénové et pavé de dalles[réf. nécessaire].